# Alpha (Sevendust)
Alpha è il sesto album in studio del gruppo musicale alternative metal statunitense Sevendust, pubblicato nel 2007.

## Tracce
1. Deathstar – 3:38
2. Clueless – 3:49
3. Driven – 3:48
4. Feed – 3:37
5. Suffer – 3:50
6. Beg to Differ – 4:00
7. Under – 3:14
8. Story of Your Life – 4:09
9. Confessions of Hatred – 4:09
10. Aggression – 4:24
11. Burn – 9:02
12. Alpha – 3:45

## Formazione
- Lajon Witherspoon - voce
- John Connolly - chitarra, cori
- Sonny Mayo - chitarra
- Vinnie Hornsby - basso
- Morgan Rose - batteria, cori